# Hertogdom Beieren-München
Het hertogdom Beieren-München was een deelhertogdom van het hertogdom Beieren dat bestond van 1392 tot 1503.
Het ontstond na de dood Stefan II, de laatste hertog van Neder-Beieren, in 1375 regeerden zijn drie zoons over het gebied. Na de dood van Otto V van het Opper-Beieren in 1392 verdeelden zij de bezittingen tijdens de derde Beierse deling, waarbij Johan II Beieren-München kreeg.
Het hertogdom bestond uit het gebied rond de steden München, Weilheim, Schongau, Landsberg, Scheyern en Riedenburg.
Na het uitsterven van Beieren-Straubing in 1429 werd uit de erfenis het gebied verkregen met de steden Straubing, Fürth, Kelheim en Deggendorf.
Na het uitsterven van Beieren-Ingolstadt in 1447 negeerde Beieren-Landshut de aanspraken van Beieren-München en lijfde vrijwel het hele gebied in.
Na het uitsterven van Beieren-Landshut in 1503 konden alle Beierse gebieden op grond van de familieverdragen weer herenigd worden en was er weer sprake van een ongedeeld hertogdom Beieren.
De schoonzoon van de laatste hertog van Beieren-Landshut maakte echter ook aanspraak op de erfenis, waardoor de Landshuter Successieoorlog uitbrak tussen Beieren-München en het keurvorstendom van de Palts. Deze oorlog eindigde met de zogenaamde Keulse scheidsrechterlijke uitspraak van 1505. Hierbij verloor Beieren gebied aan Tirol (Oostenrijk), het hertogdom Württemberg, de rijksstad Neurenberg en aan het nieuw gevormde vorstendom Palts-Neuburg.

## Regenten
| regering  | naam         | geboren    | overleden  | familie            |
| --------- | ------------ | ---------- | ---------- | ------------------ |
| 1392-1397 | Johan II     | 1341       | 16-06-1397 | zoon van Stefan II |
| 1397-1438 | Ernst        | 1373       | 01-07-1438 | zoon               |
| 1397-1435 | Willem III   | 1375       | 12-09-1435 | broer              |
| 1438-1460 | Albrecht III | 27-03-1401 | 29-02-1460 | zoon van Ernst     |
| 1460-1463 | Johan IV     | 04-10-1437 | 18-11-1463 | zoon               |
| 1460-1467 | Sigismund    | 26-07-1439 | 25-01-1501 | broer              |
| 1467-1508 | Albrecht IV  | 15-12-1447 | 18-03-1508 | broer              |
| ? - 1493  | Christof     | 05-01-1449 | 08-08-1493 | broer              |